# Мусик, Эдвин Чарльз
Эдвин Чарльз Мусик (13 августа 1894, Сент-Луис — 11 января 1938, Паго-Паго) — главный пилот Pan American World Airways и пионер многих трансокеанских маршрутов Pan Am. включая знаменитый маршрут через Тихий океан на China Clipper.

## Биография
Мусик родился 13 августа 1894 года в г. Сент-Луис, штат Миссури. Семья переехала в Калифорнию, когда Мусику было 9 лет, во время детских экспериментов он совершил первый полёт. Мусик учился в Политехническому институте Лос-Анджелеса в течение трёх лет, а затем два года работал по ночам автомехаником. В 1914 году Мусик сменил профессию и стал авиамехаником в Glenn L. Martin Company.
В 1938 году он и его жена (бывшая Клео Ливингстон) поселились в Сан-Франциско; у них не было детей.

### Карьера
После участия в авиасалоне на Домингес Филд в январе 1910 года Мусик вместе с друзьями построил свой первый самолет в 1912 году; он достиг высоты 9 футов и тут же разбился. В 1913 году он научился пилотировать самолет в летной школе в Лос-Анджелесе, в 1915 году начал летать в качестве выставочного пилота. В июне 1917 года он присоединился к секции авиации (позже названному Воздушной службой армии США) в Сан-Диего в качестве летного инструктора на время Первой мировой войны, а затем был переведен на аэродромы в Уичито-Фолс, Техас и Майами, Флорида. Затем он принял комиссию в качестве 2-го лейтенанта Летного корпуса морской пехоты 28 августа 1918 года в Майами, Флорида. После войны он основал собственную авиашколу во Флориде и превысил отметку в 10 000 часов налета.
Мусик также летал в нескольких авиакомпаниях, начиная с 1920—1921 годов: Aeromarine Airways, где он изучал навигацию, и Mitten Air Transport, курсируя между Филадельфией и Вашингтоном, округ Колумбия. В октябре 1927 года Musick присоединился к Pan American, которая она только начинала свою деятельность. Он совершил первый почтовый рейс компании в Гавану, Куба из Ки-Уэст, Флорида, 28 октября того же года. В 1930 году Мусик был назначен главным пилотом Карибского дивизиона Pan Am.
В 1934 году Мусик был выбран для выполнения пробных полетов новой летающей лодки Sikorsky S-42. Во время этих строгих испытательных полетов Мусик установил 10 мировых рекордов на гидросамолете; одним из тестовых полетов был беспосадочный полёт в 1250 миль.

### Транстихоокеанские рейсы на Clipper

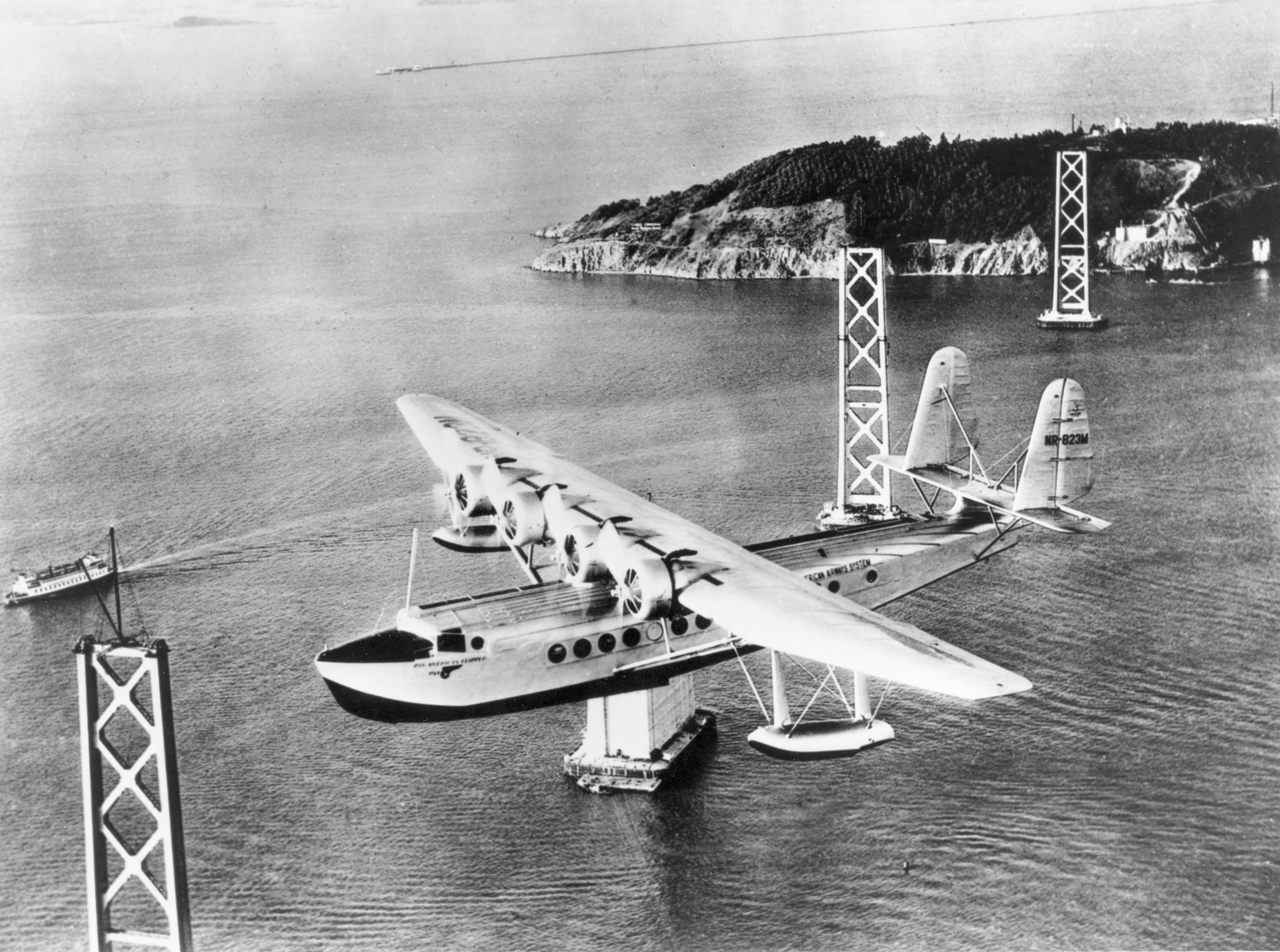
«Панамериканский клиппер» пролетает над незавершенным западным подвесным пролетом моста между Сан-Франциско и Оклендом, 1935 год.

Работа Мусика над этими испытаниями привела к тому, что он пилотировал первые два транстихоокеанских исследовательских маршрута для Pan American в 1935 году, разработанные руководителями Pan Am Хуаном Триппом, Андре Пристером и Чарльзом Линдбергом и первоначально планировался зафрахтованным SS-North Haven, который также перевозил сборные здания, оборудование и материалы для создания авиабаз. Первый обзорный полет из Аламеды в Гонолулу, завершившийся в 10:21 утра 17 апреля 1935 года, занял 18 часов 21 минуту, побив рекорд, установленный совместно шестью самолетами ВМС; самолет, названный «Pan American Clipper», перевозил партию из 10 000 писем, что стало первой авиапочтой на Гавайях. Время полета было увеличено на полчаса, поскольку самолет совершил облет Гонолулу по прибытии, к радости зрителей. Мусик командовал экипажем из шести человек, в который входил штурман Фред Нунан.
Второй исследовательский самолёт вылетел из Гонолулу на атолл Мидуэй 15 июня 1935 года; рейс вернулся в Аламеду 22 июня. Более поздние исследовательские полеты продвинули маршрут к острову Уэйк, вернувшись в Аламеду 28 августа и Гуаму, вернувшись 24 октября. Полетом туда и обратно с Гуама командовал Р. О. Д. Салливан, первый офицер Мусика, выполнявший апрельский рейс.

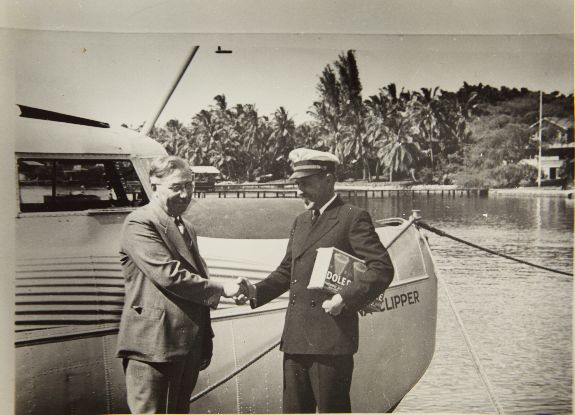
Мусик пожимает руку представителю Dole Food Company на рекламной фотографии, поставленной на носу «China Clipper» (1936 год).

Мусик также управлял первым коммерческим рейсом через Тихий океан, доставлявшим почту на Филиппины; Martin M-130 China Clipper вылетел из Аламеды 21 ноября 1935 года и приземлился в Маниле 29 ноября спустя 6 дней, 7 часов и 40 минут, зафиксировав почти 60 часов полета. Самолет летел по транстихоокеанскому маршруту, рассмотренному в четырех предыдущих полетах, с остановками в Гонолулу, Мидуэе, Уэйке и Гуаме. По сравнению с первым обзорным полетом, первый этап до Гонолулу был замедлен из-за сильного встречного ветра и прибыл через 21 час 13 минут полета. «Чайна Клипер» вернулся в Аламеду 6 декабря.
Он также отвечал за съемку маршрута в Новую Зеландию и Австралию в 1937 году через Гавайи, Риф Кингмен и Американское Самоа; Самолет S-42B «Pan American Clipper II» прибыл в Гонолулу для этого полета 18 марта 1937 года с остановкой одного из четырех двигателей из-за утечки масла, на ремонт потребовалось несколько дней. По прибытии в Окленд 29 марта знаменитый лаконичный Мусик ответил 30-тысячной толпе, которая встретила рейс, коротким заявлением: «Мы рады быть здесь».
Благодаря своим подвигам с Pan American, Мусик стал одним из самых известных пилотов 1930-х годов, даже попав на обложку журнала «Time Magazine» от 2 декабря 1935 года. Он получил трофей Хармона в 1936 году за признание первого коммерческого полета «Чайна Клипер». В какой-то момент в 1930-х Мусик установил больше летных рекордов, чем любой другой пилот. Сообщается, что на момент своей смерти капитан Мусик налетал около двух миллионов трансокеанских миль в авиалиниях.

### Последний полет
Мусик и его команда из шести человек погибли в результате крушения Sikorsky S-42 «Samoan Clipper» (ранее — «Pan American Clipper II») около Паго-Паго, Американское Самоа. Рейс возвращался из Окленда, Новая Зеландия. Примерно через 38 минут после взлета 11 января 1938 года самолет сообщил об утечке моторного масла и Мусик повернул обратно к Паго-Паго после того, как закрепил этот двигатель. Их ожидаемое время возвращения было 8:30 утра по местному времени (GMT-11).
Последняя радиопередача от экипажа гласила, что они сливают топливо, чтобы облегчить самолет при подготовке к предупредительной посадке в 8:27 утра; Вскоре после этого самолет разорвало взрывом. Неназванные официальные лица Pan Am предположили, что клапаны сброса, расположенные под крылом, могли выпускать испаренное топливо возле выхлопных отверстий двигателей, что привело к взрыву и потере летающей лодки.
Как только самолет пропустил запланированное время возврата, был начат поиск самолета; примерно через 12 часов были обнаружены плавающие обломки, окруженные нефтяным пятном, примерно в 23 км к северо-западу от Паго-Паго. Среди обломков были обугленнын частями самолета и его оборудования; также была обнаружена куртка офицера Pan American Airways, позже идентифицированная как принадлежащая сотруднику службы радиосвязи. Однако тела семи членов экипажа, капитана Эдвина Мусика, первого офицера Сесила Селлерса, летного офицера Пола С. Бранка, штурмана Фредерика Дж. Маклина, радиста Томаса Д. Финли, бортинженера Джона В. Стикрода и механика Джона А. Брукса так и не были обнаружены.

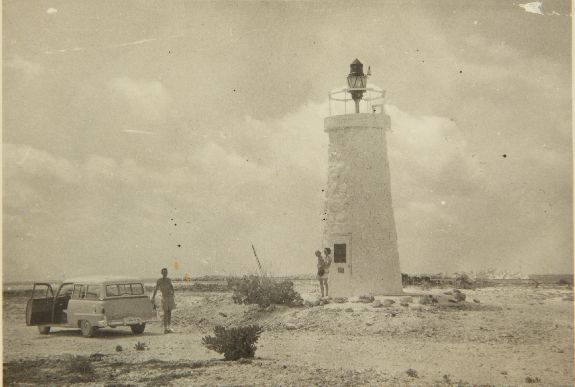
Маяк Мусика на атолле Кантон.

После крушения Pan Am отказалась от планов по созданию базы в Паго-Паго и вместо этого построила заправочную станцию на атолле Кантон, одном из островов Феникс в Кирибати, завершив строительство в июле 1939 года. Альтернативный маршрут стал возможен благодаря прибытию самолетов Boeing 314 Clipper, которые имели большую дальность полета, чем предыдущие S-42 и M-130 Clippers.